# マイケル・ブーブレ
マイケル・ブーブレ（英: Michael Bublé、発音: [buːˈbleɪ]、1975年9月9日 - ）は、カナダ・ブリティッシュコロンビア州バーナビー生まれの歌手、俳優。本名はマイケル・スティーヴン・ブーブレ（Michael Steven Bublé）。母方の祖父がイタリア出身のため、イタリアの市民権も持っている。妹は女優のクリスタル・ブーブレ。

## 人物
祖父の影響で、幼少の頃からスタンダード曲を聴いて育つ。父の鮭漁などを手伝いながらカナダで芸能活動を展開。
10年以上の下積みの末、当時のカナダ首相ブライアン・マルルーニーの令嬢の結婚式で歌う機会を得る。その時に歌った「マック・ザ・ナイフ」を、式に出席していた音楽プロデューサーのデイヴィッド・フォスターが見て、「唯一無二の声!」と絶賛。この運命的な出会いがきっかけになり、2003年に自身の名を冠したメジャー・デビュー・アルバム『マイケル・ブーブレ』を発売、カナダ・イギリス・オーストラリアのチャートでTOP10入りを記録する。結果的にこのアルバムは全世界で400万枚を売り上げ、12か国でプラチナ・ディスク、3か国でゴールド・ディスクを獲得することとなる。
2003年からブーブレは、音楽ディレクター兼ピアニストである当時23歳のアラン・チャンと出会いその後の音楽活動を共にしている。2人は、世界各国を回りテレビやラジオなどに出演している。ちなみにチャンは、ブーブレの専属音楽ディレクター兼ピアニストを決めるオーディションに応募し、合格して専属ディレクターになった。2人の共同作業による主な楽曲には、「Haven't Met You Yet」「Home」「Cold December Night」などがある。
2004年、カナダのジュノー賞で最優秀新人賞を獲得。同年夏には『スパイダーマン2』のエンディング・テーマを担当する。
2005年にリリースしたアルバム『イッツ・タイム』はアメリカでもヒットし、同アルバムからのシングル「Home」が『ビルボード』誌のアダルト・コンテンポラリー・チャート・ナンバー1を獲得したのをはじめ、全世界の売上枚数が450万枚を突破、2006年のジュノー賞では最多4部門を受賞した。今作と、ライブCD&DVD『Caught In The Act』が、2年連続でグラミー賞にもノミネートされている。私生活では、1990年代後半から付き合っていたカナダ人女優のデビー・ティムス（Debbie Timuss）とこの年に別れている。2人は、ミュージカル『Red Rock Diner and Forever Swing』（1996年）と『Dean Regan's Forever Swing』（1998年）での共演をきっかけに交際を開始した。デビーは、ブーブレのアルバム『イッツ・タイム』でバック・コーラスを担当した。「Home」は、ブーブレがイタリアに滞在していた時に共同作業者と共にデビーのために書き上げた曲でデビーは「Home」のミュージックビデオにも出演している。デビーと婚約までしたが、2005年の11月に別れてしまった。この恋愛は、後にブーブレが「Lost」を作るきっかけになった。
2007年、アルバム『コール・ミー・イレスポンシブル』発売。アメリカ、カナダ、ドイツ、オランダ、南アフリカ、オーストラリアの6か国で初登場1位を獲得し、売上枚数1200万枚を突破。日本でも同年7月25日に発売された。
2008年、映画『プラダを着た悪魔』に出演したエミリー・ブラントと、2005年から2008年7月まで3年間交際。エミリー・ブラントは、ブーブレの歌う『Me And Mrs. Jones』のバック・コーラスを担当した。そして、ブーブレが作詞した「Everything」は、エミリー・ブラントのために書いたものであった。2人は、ブーブレの浮気により婚約を解消し別れた。ブーブレは、この別れが彼にとって人生でベストでもワーストでもあり、あまりのショックにしばらくの間、セラピーを受けていたことや、お互い若くてナイーブで愚かな間違いばかりしていたこと、不安から沢山の間違いを犯したと数々のインタビューで語っている。エミリー・ブラントは2010年に俳優のジョン・クラシンスキーと結婚し、ブーブレはこの3か月後に現在の妻であるアルゼンチンの人気女優でモデルのルイサナ・ラピラトと出会った。
2009年、アルバム『クレイジー・ラヴ』は、発売と同時にアメリカ、カナダ、オーストラリア、アイルランド、イギリスをはじめ世界各国でチャート1位を獲得し、発売2か月で売上枚数400万枚を突破した。ブーブレは、カナダのトークショー『George Stroumboulopoulos Tonight』のインタビューでジョージ・ストロンボロポロスにルイサナ・ラピラトとの出会いは、エミリー・ブラントと別れた3か月後で別れた痛みが癒えていない時であったと公言している。ブーブレは、アルゼンチン公演の後にあった打ち上げのホテルのドライブウェイに祖父と一緒にいた時、40フィート先に綺麗な女性を目撃した。ブーブレは、祖父に「今までの人生で見たこともない美女を今見た」と言うと、祖父は見過ごしたと言う。その女性を見た瞬間、心に衝撃がはしり、ブーブレは祖父に「もう彼女には二度と会えないかもしれない」と言った。打ち上げの会場にあるバーで酒を飲んでいるとアルゼンチンのある音楽プロデューサーがブーブレに「アルゼンチンで有名な俳優と女優に会ってみませんか?」と誘い、連れて行かれた部屋にはドライブウェイで見かけた美女がブラッド・ピットをマッチョにしたような俳優と腕を組んで出てきたという。それを見て2人がカップルだと思い、あきらめかけた時に2人がカップルではないことがわかり、猛烈なアタックが始まった。ブーブレは翌日彼女と一緒にいた時に「俺は、君と結婚する。ここに戻ってきて君と結婚するから」とラピラトに告げたという。ラピラトの答えは「皆、私と結婚したいっていうのよね」と言ったという。この恋愛をきっかけにブーブレは、ヒット曲「素顔のきみに」（原題：Haven't Met You Yet）を書き上げミュージック・ビデオでラピラトを起用し、共演している。2人は、この年の11月に婚約をして、2011年の3月にアルゼンチンで結婚した。
2010年、第52回グラミー賞においてライブ・アルバム『Michael Bublé Meets Madison Square Garden』が、ベスト・トラディショナル・ポップ・ボーカル・アルバムを受賞。
2010年2月28日、バンクーバーオリンピックの閉会式では、地元が生んだ世界的スターとして、カナダの準国歌とも言える愛国歌「メープル・リーフ・フォーエバー」を15分にわたりパフォーマンス、王立カナダ騎馬警察、アイスホッケー選手、カヌーなどのカナダの象徴的な名物が紹介される中で、カナダの象徴的歌手として歌い上げた。
2010年3月より、アメリカ、カナダ、ヨーロッパなどを周る大規模なワールドツアーを実施。のべ動員数は約100万人近くともいわれる。
2024年からはオーディション番組『ザ・ヴォイス』でコーチを務める。

## エピソード

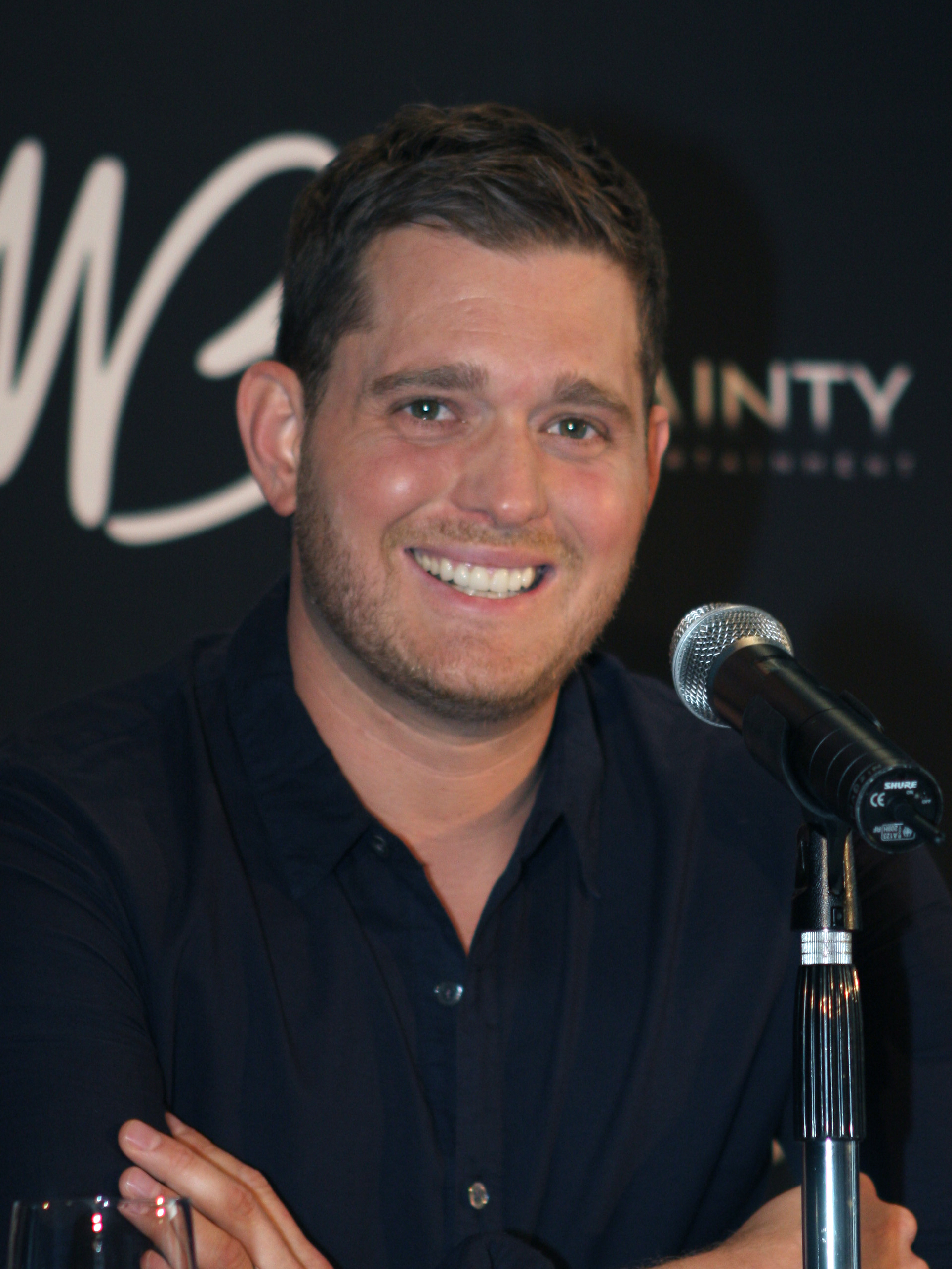
2011年

LGBTQへの支援活動に積極的であり、その理由をキャリアを通じてコミュニティから様々な喜びを貰ったからだとした。マイケルの妻は最初に出会ったとき、マイケルの事をゲイだと思っていた。2023年には反LGBTQ法案の席巻について「彼らを認めろ。一体それが君の生活に何の影響をもたらすというんだい？。ただ人を愛しているだけじゃないか。」と語り、トランスジェンダーについて「自分が定義づけたいように定義づければいい」と語っている。
2010年のイギリス、バーミンガムのコンサートで、ある女性客が前席からマイケルに「うちの息子は15歳で歌が上手なの。一緒に歌ってほしい」と頼んできた。その息子は恥ずかしさのあまり後ろの席に隠れていたが、マイケルは「僕も君と同じ15歳の時があった。舞台の上にきてくれ!」と言って彼を舞台に上げ、お得意の「Feeling Good」を選曲し一緒に歌うことにした。その男の子の名前はサム・ホリーマン（Sam Hollyman）。マイケルが最初のラインを歌い、今度はサムにマイクを向けて続きのラインを歌わせた。すると、想像していた以上にサムは歌が上手く、マイケルは目を大きく開いて仰天し歓声を上げた。今度はステージ上に立って並ぶと、ふたりは大歓声の中で見事にワンコーラスを歌い切った。マイケルはこのサプライズを、「この子はいつか『Xファクター』に出演して俺の（芸能）キャリアをその辺のストリートに追いやっちゃうかもしれないな」と、サムの豊かな才能を称えて締めくくった。後にマイケルは、ニューヨークのラジオ局WPLJ 95.5に出演した際、ホストのレイス・テイラー（Race Taylor）に当時の心境を語った。サムの母親がステージに寄ってきて自分の息子のことを語り始めたのは、コンサートを一時中断させる行為だったが、お客なので邪険にもできず、それどころか話を聞いているうちにとうとう彼女の押しの強さに負けてサムをステージに上げることになってしまったのだという。このとき、マイケルは本心では、「この子に人前で恥をかかせてしまうのでは」、「10人しかいない所で歌って失敗しても人々は皆彼に拍手を送るだろうが、20万人もの人の前で失敗をしたら、きっと野次を飛ばされるだろう」と心配しており、歌が上手なのは幸いだったとのことだった。この放送では、その後のサムの近況も語られていた。彼はこの出来事をきっかけに本格的に音楽の道へ進み、2013年には『ザ・ヴォイス』のイギリス版に出演した。「類稀なる才能」「素晴らしい声」との賞賛を受けたものの、「感情表現や調が声にあっていない」「もっと時間をかけて自分の声について知る必要がある」という理由の下、敗退している。

## ディスコグラフィ

### スタジオ・アルバム
- BaBalu (2001年)
- Dream (2002年)
- 『マイケル・ブーブレ』 - Michael Bublé (2003年)
- 『イッツ・タイム』 - It's Time (2005年)
- 『コール・ミー・イレスポンシブル』 - Call Me Irresponsible (2007年)
- 『クレイジー・ラヴ』 - Crazy Love (2009年)
- 『クリスマス』 - Christmas (2011年) ※「ウィンターワンダーランド」のカバー等を収録
- 『トゥ・ビー・ラヴド』 - To Be Loved (2013年)
- 『ノーバディ・バット・ミー』 - Nobody but Me (2016年)
- 『♥ (ラヴ)』 - Love (2018年)
- 『ハイヤー』 - Higher (2022年)